# El columpio (Fragonard)
Los felices azares del columpio (en francés, Les hasards heureux de l’escarpolette) o, simplemente, El columpio es el cuadro más conocido del artista francés Jean Honoré Fragonard y una de las obras más representativas del rococó, realizado en 1767. Es una pintura al óleo sobre lienzo con unas dimensiones de 81 centímetros de alto por 65 cm de ancho. Se conserva en la Colección Wallace, en Londres (Reino Unido).
Un rico barón encomendó este cuadro a Fragonard como homenaje a su amante. Se cuenta que inicialmente el encargo era para otro pintor ahora poco conocido, Gabriel François Doyen, pero este lo rechazó por su atrevimiento. Se ha convertido en el símbolo de toda una época, el Rococó, por su refinamiento y sensualidad.

## Composición
Representa una escena galante en un ambiente idílico. Una chica en un frondoso jardín se balancea en el columpio que empuja con dos cuerdas un hombre mayor sonriente (seguramente su marido) sentado detrás en un banco de mármol junto a una estatua con dos cupidos y un delfín, alusión a la diosa Venus y su nacimiento en el mar, enfatizando la temática amorosa de la escena, mientras que abajo, a la izquierda, aparece un joven cuyo punto de vista le permite mirarla por debajo de la ondeante falda. El marido queda relegado a la sombra, mientras que el joven (amante de la mujer) luce en primer plano, entre los arbustos y flores. El primero desconoce la presencia del intruso, aunque delante del hombre mayor, en la esquina inferior derecha, el perrito de la dama ladra. 
El joven se encuentra recostado a los pies de una escultura de Cupido. Dicha figura esconde una pista: pide silencio con un dedo en sus labios, lo que alude al secreto. El amante muestra una expresión de arrebato, como si hubiese recibido una revelación, de carácter en este caso puramente terrenal. La muchacha le corresponde mirándole fijamente. El impulso del movimiento ascendente la lleva a levantar la pierna izquierda, y su zapato sale volando.
Se ha captado el momento del máximo balanceo del columpio, pues un instante después este volverá hacia atrás, hacia el hombre de mayor edad, representando así «un segundo de arrebatamiento erótico, tan voluptuoso y frágil como el Rococó mismo».
Este estilo de pintura "frívola" pronto se convertirá en objetivo de los filósofos ilustrados, que exigían un arte más serio que mostrara la nobleza del hombre, lo que conducirá al Neoclasicismo.

## Procedencia
El propietario original sigue sin estar claro. Aparece por primera vez como propiedad del recaudador de impuestos François-Marie Ménage de Pressigny, cuando fue guillotinado en 1794 y la obra incautada por el gobierno revolucionario. Posiblemente fue más tarde propiedad del marqués de Razins de Saint-Marc, y ciertamente del duque de Morny. Tras su muerte en 1865, fue comprada en una subasta en París por Lord Hertford, el principal fundador de la colección Wallace.

## Versiones notables
Destacan dos versiones: una copia, que una vez fue propiedad de Edmond James de Rothschild, con la joven vestida de azul; y una versión más pequeña de 56 x 46 cm, atribuida al taller de Fragonard, que fue propiedad del duque Jules de Polignac. Esta pintura pasó a propiedad de la familia Grimaldi en 1930 cuando Pedro de Polignac (1895-1964) se casó con la princesa Carlota, duquesa de Valentinois (1898-1977). En 1966 la cedió a la ciudad de Versalles, donde se exhibe en el museo Lambinet.

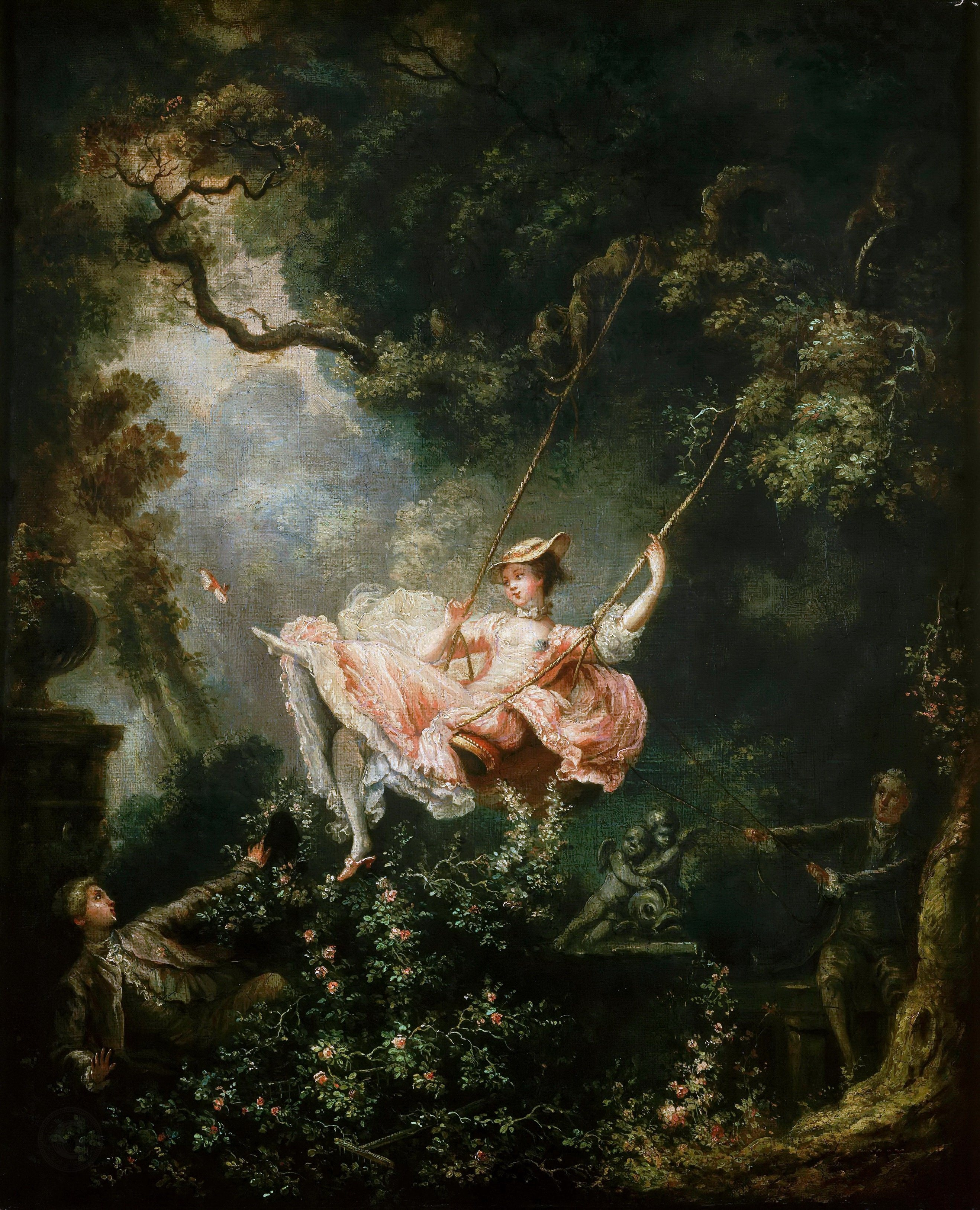
Copia de El columpio del museo Lambinet.

## En la cultura popular
- 1782: Los felices azares del columpio, grabado al aguafuerte de Nicholas de Launay (1739-1792); contrariamente al lienzo original, la dama mira a la derecha y, entre otras diferencias, lleva plumas en el sombrero, porque fue realizada a partir de la réplica de Edmond de Rothschild.[6]

- 1920: Se cree que el poema Retrato de una dama de William Carlos Williams alude a esta obra.[7]

- 2001: El columpio (después de Fragonard), una recreación a tamaño natural sin cabeza de la modelo de Fragonard con el vestido confeccionado con telas africanas, de Yinka Shonibare.[8]

- 2013: La película de animación de Disney Frozen muestra una versión de El columpio en una escena en que el personaje de Ana baila en una galería de arte cantando "Por primera vez en años".[9]
- 2023: La cantante mexicana Gloria Trevi tomó como inspiración este cuadro para realizar el videoclip de su canción «Inocente».